# Высшая Коммунистическая сельскохозяйственная школа Беларуси имени В. И. Ленина
Высшая коммунистическая сельскохозяйственная школа (ВКСХШ) Белоруссии имени В. И. Ленина (бел. Вышэйшая камуністычная сельскагаспадарчая школа (ВКСГШ) Беларусі імя У. І. Леніна) — учреждение образования, которое существовало с октября 1932 года по март 1939 года в Минске. Создано на базе Коммунистического университета Белоруссии.
Подготавливала организаторов социалистического сельского хозяйства, руководящих партийных и советских работников районного звена. В 1934 году существовали следующие кафедры: политэкономии, экономической политики, ленинизма и истории партии, диалектического материализма, истории народов СССР, всеобщей истории, организации сельскохозяйственного производства, агрономии, животноводства, механизации сельского хозяйства.
Реорганизована в сельскохозяйственный техникум.